# Spathius albocoxus
Spathius albocoxus är en stekelart som beskrevs av Marsh 2002. Spathius albocoxus ingår i släktet Spathius och familjen bracksteklar. Inga underarter finns listade i Catalogue of Life.